# Dolynske (Podilsk)
Dolynske (ukrainisch Долинське; russisch Долинское Dolinskoje; rumänisch Valea Hoțului) ist ein Dorf im Norden der ukrainischen Oblast Odessa mit etwa 4000 Einwohnern (2004).
Das Dorf wurde in der zweiten Hälfte des 18. Jahrhunderts von Rumänen, die vor der Leibeigenschaft im Fürstentum Moldau geflohen waren, gegründet. Es liegt am Ufer des Welykyj Kujalnyk im Süden des Rajon Podilsk.
Dolynske befindet sich etwa 35 km südlich vom ehemaligen Rajonzentrum Ananjiw und etwa 160 km nördlich vom Oblastzentrum Odessa. In der Ortschaft kreuzen sich die Territorialstraßen T–16–06 und T–16–37.

## Verwaltungsgliederung
Am 12. Juni 2020 wurde das Dorf zum Zentrum der neugegründeten Landgemeinde Dolynske (Долинська сільська громада/Dolynska silska hromada), zu dieser zählen auch noch die 7 in der untenstehenden Tabelle angeführten Dörfer, bis dahin bildete es zusammen mit dem Dorf Krasne die gleichnamige Landratsgemeinde Dolynske (Долинська сільська рада/Dolynska silska rada) im Süden des Rajons Ananjiw.
Seit dem 17. Juli 2020 ist es ein Teil des Rajons Podilsk.
Folgende Orte sind neben dem Hauptort Dolynske Teil der Gemeinde:
| Name                     | Name          | Name                         |
| ukrainisch transkribiert | ukrainisch    | russisch                     |
| ------------------------ | ------------- | ---------------------------- |
| Florynske                | Флоринське    | Флоринское (Florinskoje)     |
| Hrebenjuky               | Гребенюки     | Гребенюки (Grebenjuki)       |
| Hryhoriwka               | Григорівка    | Григоровка (Grigorowka)      |
| Kanzurowe                | Канцурове     | Канцурово (Kanzurowo)        |
| Krasne                   | Красне        | Красное (Krasnoje)           |
| Oleksandriwka            | Олександрівка | Александровка (Alexandrowka) |
| Trudoljubiwka            | Трудолюбівка  | Трудолюбовка (Trudoljubowka) |

## Persönlichkeiten
- Wassyl Ponikarow (Василь Андрійович Понікаров; 26. August 1929 – 16. Mai 2014), ukrainischer Maler und Grafiker kam in Dolynske zur Welt.